# Jan Zaveck
Jan Zaveck, connu également sous le nom de Dejan Zavec, est un boxeur slovène né le 13 mars 1976 à Ptuj.

## Carrière
Champion d'Europe EBU des poids welters en 2007, il devient champion du monde IBF de la catégorie en battant à Johannesbourg le sud-africain Isaac Hlatshwayo le 11 décembre 2009 par arrêt de l'arbitre au 3e round. Zaveck conserve son titre le 9 avril 2010 en stoppant à la 12e reprise l'argentin Rodolfo Ezequiel Martinez, le 4 septembre 2010 en dominant aux points Rafal Jackiewicz et le 18 février 2011 par KO au 5e round contre Paul Delgado.
Le 3 septembre 2011, il remet pour la première fois son titre en jeu aux États-Unis face à Andre Berto. Nettement dominé par son adversaire, son entraîneur met un terme au combat par jet de l'éponge à la fin du 5e round.